# Mimmo Camporeale
Domenico Camporeale detto Mimmo (Milano, 26 novembre 1960) è un tastierista italiano.

## Biografia
Nato a Milano da una famiglia proveniente dal nord barese, nel 1964 si trasferisce a Bologna per seguire gli impegni di lavoro del padre; egli infatti, batterista proveniente dal mondo jazz dell'area milanese, lo avvicina alla musica, portandolo con sé nelle tournée estive in meridione, dove Mimmo si esibiva con la fisarmonica, l'organo farfisa e a volte anche il basso.
Dopo qualche anno di esperienza con l'orchestra del padre, Mimmo a 16 anni fonda con alcuni amici la prima band: L'apparato del Golgi. Il loro repertorio comprendeva cover di PFM, King Crimson, Deep Purple e Genesis in stile progressive.
Nel 1978 viene contattato da Iskra Menarini per fondare un gruppo dance, il Tropico del Capricorno. Nel 1980 viene contattato da Guido Elmi, manager e produttore di Vasco Rossi, per inserirlo nel gruppo Steve Rogers Band che accompagnerà l'artista nei tour dal 1980 al 1988.
Nel 1986 esce il primo album della Steve Rogers Band, I duri non ballano. Il 1987 seguono per l'ultima volta Vasco nel tour C'è chi dice no. Nel 1988 pubblicano l'album Alzati la gonna che vende centomila copie. Nel 1992 la Steve Rogers Band si scioglie ufficialmente e successivamente Mimmo Camporeale inizia a collaborare con Luciano Genovesi, chitarrista e cantante italo-statunitense.
Dal 1991 Camporeale collabora con il chitarrista e cantante Luciano Genovesi e, nel 2009, insieme alla band costituita da Maurizio Solieri alla chitarra, Claudio Gallo Golinelli al basso, Adriano Molinari come batterista e Michele Luppi come cantante, apre il tour italiano dei Deep Purple e nel 2010 è la band di supporto, con Le Vibrazioni, dell'unica data italiana degli AC/DC, quindi dei ZZ Top a Piazzola sul Brenta.
Nel corso degli anni, parallelamente all'attività concertistica, ha insegnato pianoforte e musica d'insieme.